# Agrupació Valencianista Republicana
Agrupació Valencianista Republicana (AVR) fou un partit polític valencianista, republicà i d'esquerra fundat el 1930 per Francesc Bosch i Morata, Adolf Pizcueta, Francesc Soto i Mas, Maximilià Thous i Llorens i Artur Perucho. Tenia un ideari proper a Esquerra Republicana de Catalunya. Propugnà una estructura federal per a Espanya i la creació d'un Estat valencià integrat per municipis autònoms amb àmplies competències, el reconeixement de la funció social del treball, la cooficialitat, dins el País Valencià, del català i castellà, l'autonomia universitària i establir un concert tributari amb l'estat federal.
Durant la Segona República Espanyola i a través del seu portaveu Avant intentà l'obtenció d'un Estatut d'Autonomia del País Valencià. A les eleccions municipals d'abril de 1931 van ser elegits regidors de la ciutat de València dos dels seus militants Francesc Soto i Enric Duran i Tortajada. Ells dos, junt a Joaquim Reig, que va ser escollit per la Unió Valencianista dins la candidatura de les dretes, van formar un grup municipal valencianista, acordant plena llibertat de vot, excepte en les qüestions que afectaren l'actuació municipal en l'aspecte valencianista, polític i administratiu.
El 1932, l'AVR convocà una conjunció de partits en favor de l'Estatut, però sense èxit. A les eleccions generals espanyoles de 1933 es presentà en el Front d'Esquerres, però el seu candidat, Enric Bastit, no fou escollit. El 1934 s'aproximà ideològicament al socialisme i col·laborà amb organitzacions obreres. Alhora, va promoure la unitat dels grups valencianistes d'esquerra que desembocarien en la fundació del Partit Valencianista d'Esquerra, al que es va unir el 1935.